# Pseudogyndes subsimilis
Pseudogyndes subsimilis is een hooiwagen uit de familie Gonyleptidae.